# Jechi'el Tropper
Jechi'el (Chili) Tropper, hebrejsky יחיאל טרופר‎ (* 22. dubna 1978 Jeruzalém), je izraelský politik. Byl ministr kultury a sportu (2020–2022) a ministr bez portfeje v době působení válečného kabinetu (2023–2024). Je poslanec Knesetu za stranu Státní tábor.

## Biografie
Narodil se v Jeruzalémě jako jedno z devíti dětí rabína Daniela Troppera.
Je ženatý, otec čtyř dětí. Žije v mošavu  Nes Harim.